# The Shops at Crystals
The Shops at Crystals, kallas även Crystals at Citycenter och Crystals Retail District, är ett 46 000 kvadratmeter (m2) stort varuhus för butiker som säljer lyxvaror. Den är en del av byggnadskomplexet Citycenter som ligger utmed The Strip i Paradise, Nevada i USA.
Den 10 november 2004 meddelade MGM Mirage (idag MGM Resorts International) att man skulle uppföra ett byggnadskomplex på 31 hektar och skulle innefatta sex skyskrapor och ett varuhus i komplexet. Den fick namnet Citycenter och byggdes mellan 2006 och 2009 till en totalkostnad på $9,2 miljarder. För Crystals del, slutfördes bygget den 17 november 2009 och invigdes den 3 december. I april 2016 såldes varuhuset till Invesco och Simon Property Group för $1,1 miljarder.

## Butiker
Källa: 
Ett urval av modehus och andra modeföretag som har butiker i varuhuset.
| - Audemars Piguet - Balenciaga - Bally - Berluti - Bottega Veneta - Brunello Cucinelli - Bulgari - Cartier - Céline - Christian Dior - Christian Louboutin - Dolce & Gabbana - Dsquared2 - Fendi | - Gucci - Harry Winston - Hermès - Hublot - Jimmy Choo - Kiton - Lalique - Lanvin - Loro Piana - Louis Vuitton - Mikimoto - Paul Smith - Philipp Plein - Porsche Design - Prada | - Richard Mille - Rimowa - Roberto Cavalli - Sisley - Stefano Ricci - Stella McCartney - TAG Heuer - Tiffany & Co. - Tom Ford - Tourbillion - Valentino - Van Cleef & Arpels - Versace - Yves Saint Laurent - Zegna |

## Galleri

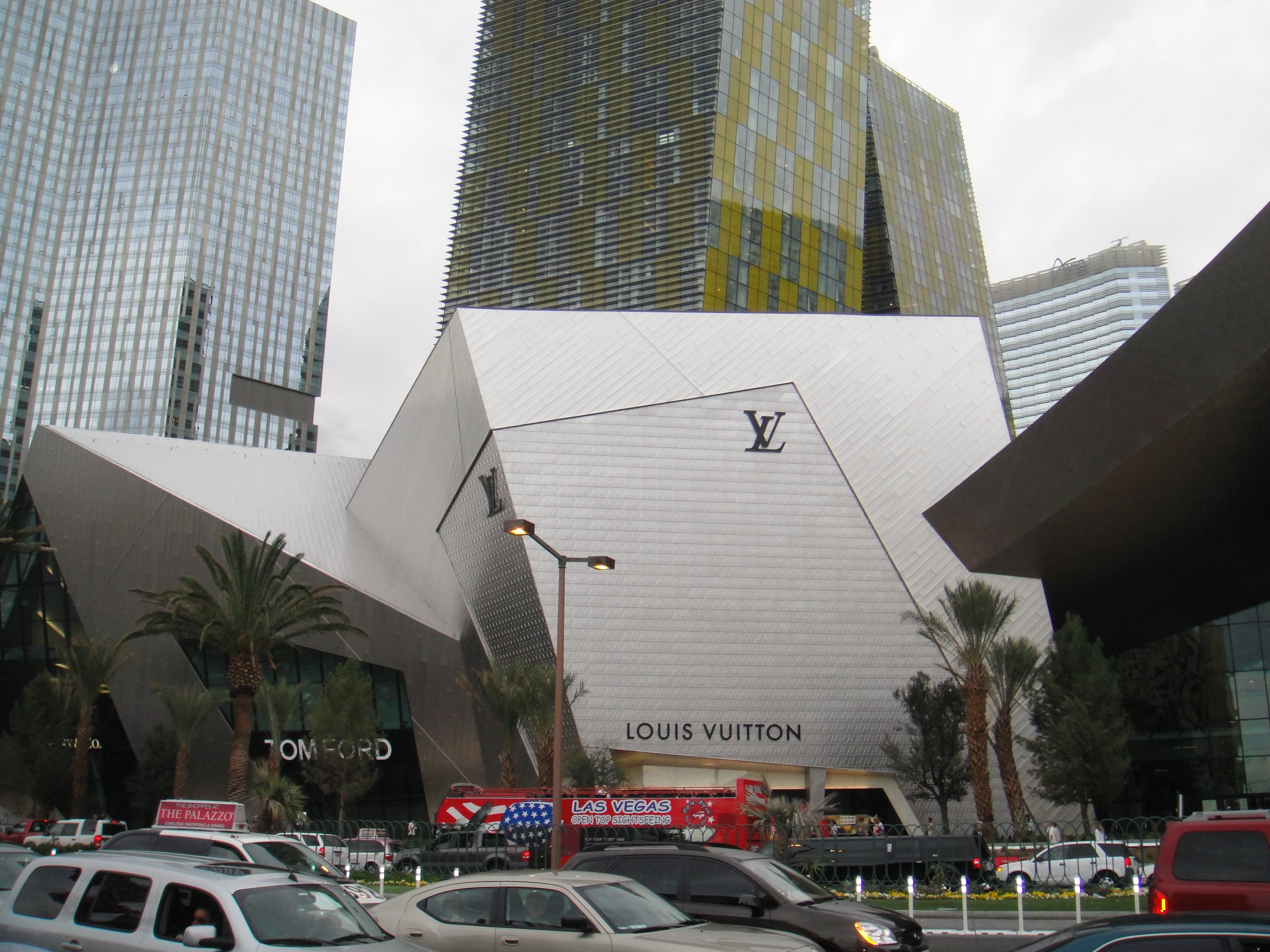
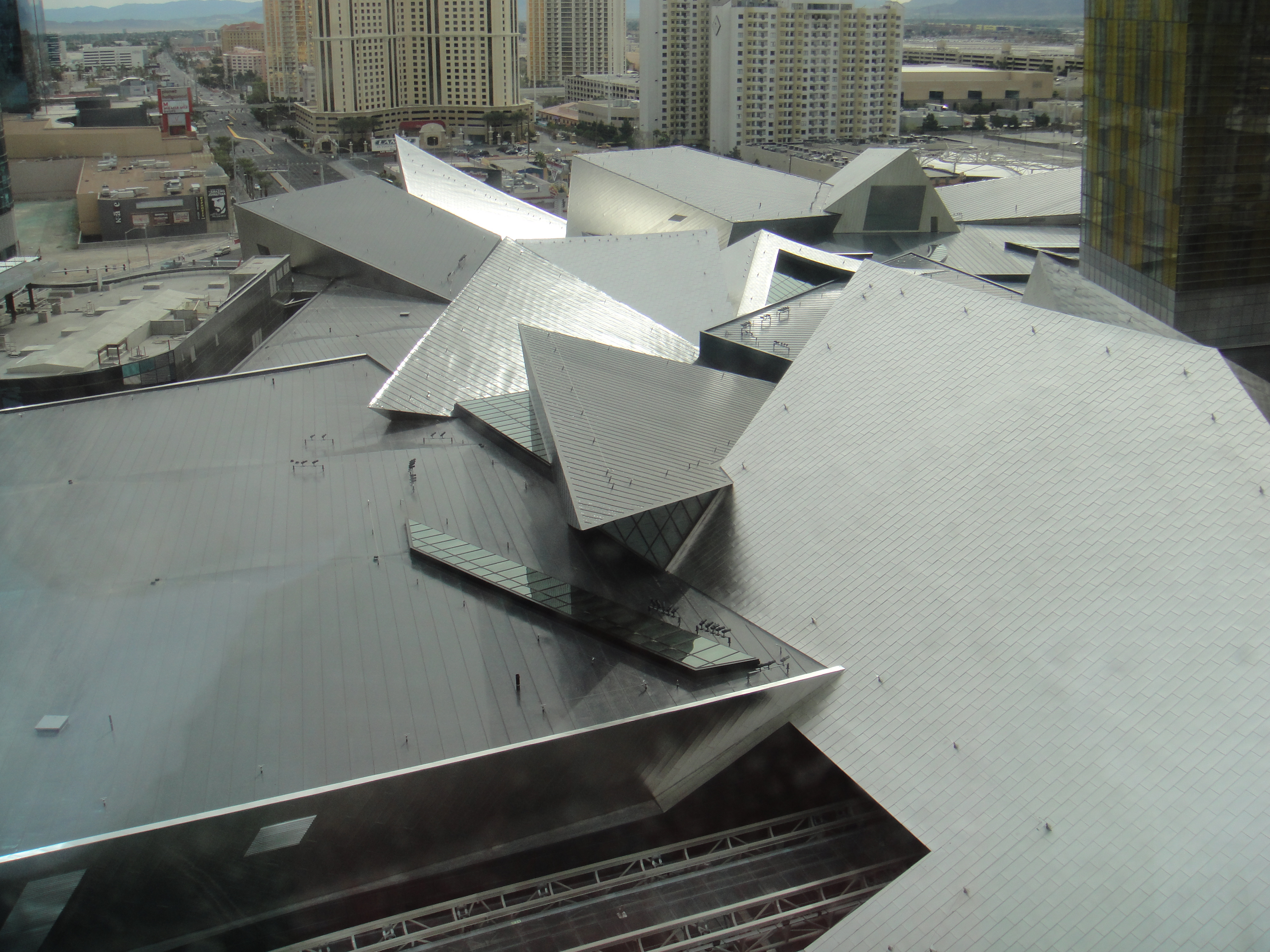
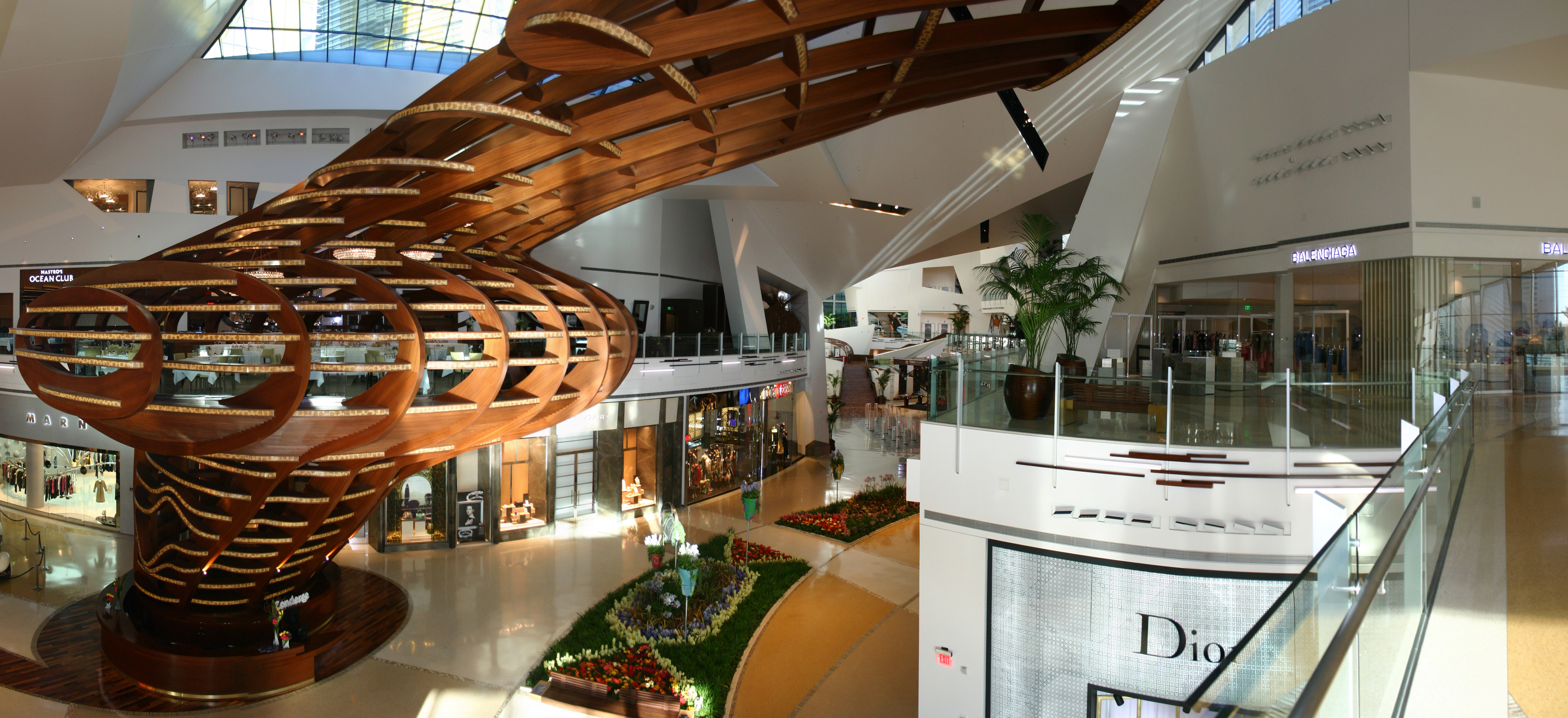
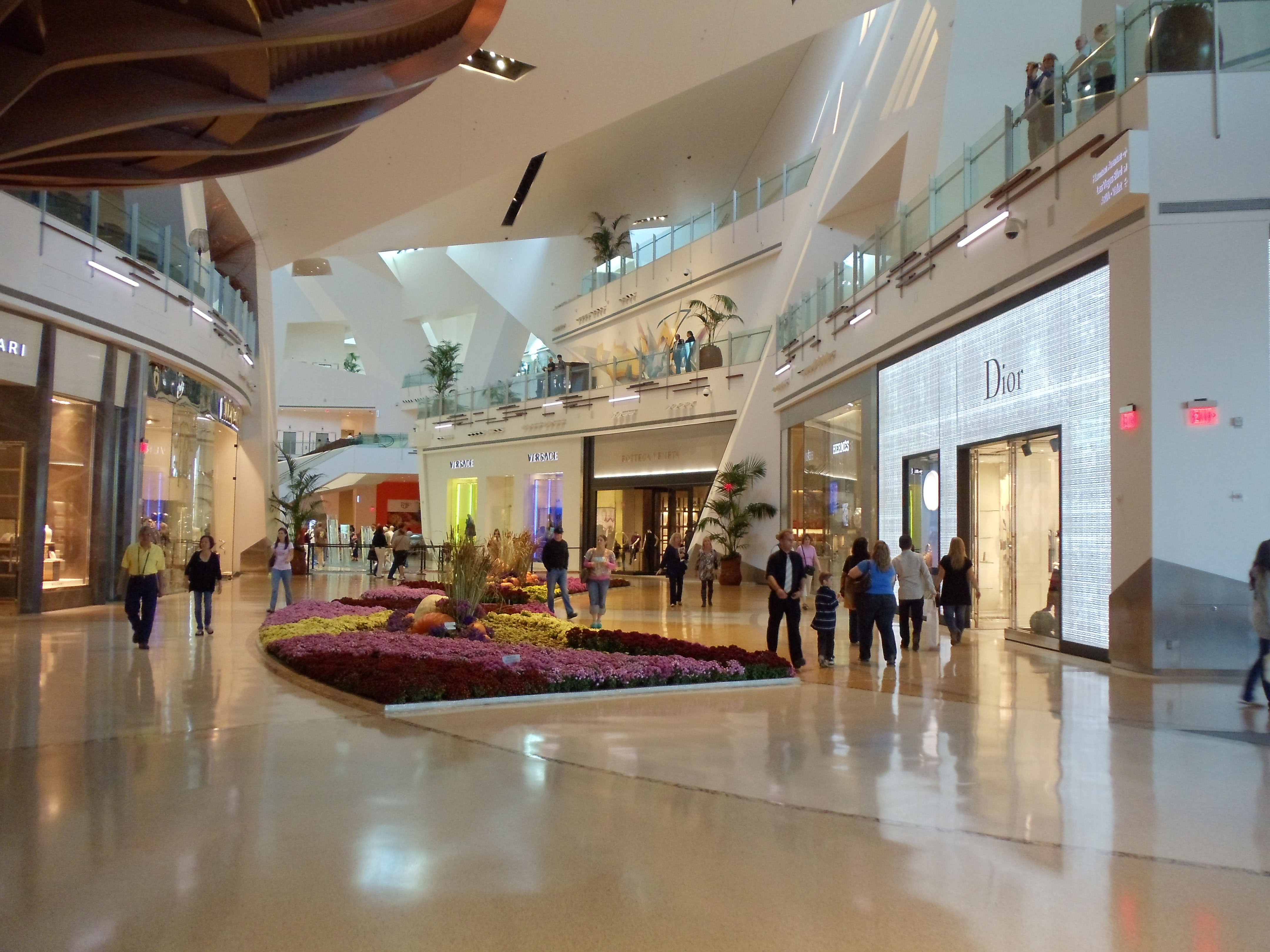
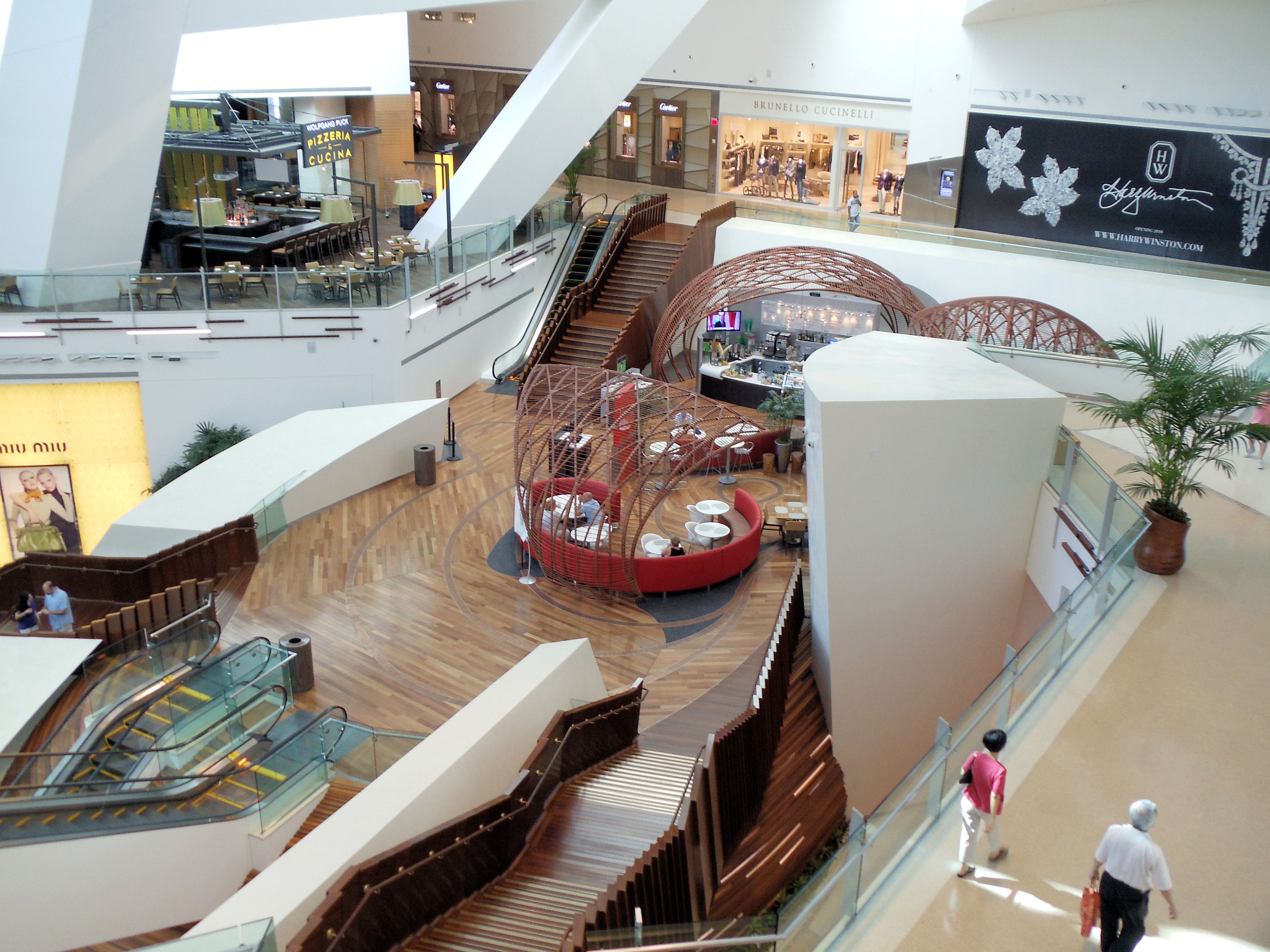